# Operação Dragão (Polícia Federal)
Operação Dragão foi uma operação policial brasileira deflagrada pela Polícia Federal, em 10 de novembro de 2016, que representou a 36ª fase da Operação Lava Jato.
O nome é uma referência aos registros na contabilidade de um dos investigados que chamava de “operação dragão” os negócios fechados para disponibilizar recursos ilegais no Brasil a partir de pagamentos realizados no exterior.
A operação buscou cumprir 18 mandados judiciais, sendo 16 de busca e apreensão e dois de prisão preventiva e abrangeu as cidades de Jaguaruana, no Ceará; Barueri, Santana de Parnaíba e capital de São Paulo; Curitiba e Londrina, no Paraná. Entre os crimes investigados estavam corrupção, manutenção não declarada de valores no exterior e lavagem de dinheiro.
Dois importantes operadores financeiros eram responsáveis pela movimentação de recursos de origem ilegal, oriundos de relações criminosas entre empreiteiras e empresas sediadas no Brasil com executivos e funcionários da Petrobras. Os registros são das planilhas do Setor de Operações Estruturadas da Odebrecht.
Foram alvos o lobista Adir Assad (condenado na Operação Que País é esse e preso na Operação Saqueador) e Rodrico Tacla Duran, responsáveis pela lavagem de 50 milhões de reais. Segundo o MPF, as empreiteiras UTC Engenharia e Mendes Júnior usaram empresas de Duran para realizar os pagamentos de propina, repassando respectivamente, 9,1 e 25,5 milhões de reais a Duran entre 2011 e 2013. Assad teria repassado também 2,9 milhões de reais. Duran trabalhou por dois anos no setor de Operações Estruturadas da Odebrecht, administrando mais de doze contas fora do país.